# Phylloscopus borealoides
Phylloscopus borealoides é uma espécie de ave da família Phylloscopidae.
Pode ser encontrada nos seguintes países: Japão e Rússia.
Os seus habitats naturais são: florestas temperadas.